# ФК Инвърнес Каледониън Тисъл
ФК Инвърнес Каледониън Тисъл (на английски: Inverness Caledonian Thistle F.C., кратки форми Кали Тисъл и Инвърнес КТ) е шотландски футболен отбор от град Инвърнес.
Отборът е създаден през 1994 г. под името Каледониън Тисъл. Играе в кралско синьо с червени ивици. Гостуващият екип е черен. Състезава се в Първа дивизия след като се изпада от Премиър лига през 2017 г. Мотото на клуба е „Гордостта на Шотландските Хайландс“.

## История
ФК Каледониън Тисъл е създаден през 1994 г., след сливането на Каледониън и Инвърнес Тисъл. И двата отбора по това врече членове на Хайланд Футбол Лийг. Сливането е наложено заради възможността да се попълни място в Шотландската лига. Клуба е преименуван на Футболен Клуб Инвърнес Каледониън Тисъл, след молба на Консула на окръг Инвърнес. През първия си сезон клуба завършва шести, в следващия трети, а през сезон 1996 – 1997, клуба печели Шотландската трета дивизия. Клубът прекарва два сезона в третия ешелон и през сезон 1998 – 1999 завършва втори и печели промоция за Шотландската първа дивизия.
Сезон 2003 – 2004 може да бъде определен като най-успешния до момента в клубната история. Клуба печели Скотиш Чалъндж Къп след победа над ФК Еърдри Юнайтед с 2:0 на финала. През същия сезон клуба достига и до полуфинал на Шотландската Купа, но отпада от ФК Дънфърмлин Юнайтед. В края на сезона отбора печели над ФК Сейнт Джонстън с 3:1 и измества ФК Клайд от първото място, с което и печели промоция за Шотландската премиър лига. Правилото, че за да играе един отбор в най-високия ешелон трябва да разполага със стадион с поне 10 000 капацитет, налага на Инвърнес КТ да играе на стадиона на ФК Абърдийн. През следващия сезон правилото се променя и нужния капацитет е 6000.
Клуба също постига две знаменити победи над ФК Селтик с 3:1 през 2000 и 2003. Най-голямата победа във Висшия ешелон е 6:1 на 3 май 2008 над ФК Гретна, а най-големите загуби са от ФК Селтик и ФК Рейнджърс с по 5:0 през 2007 и 2008 съответно.

### Отличия
- Купа на Шотландия:
  -  Финалист (1): 2022/23
- Шотландска първа дивизия (1): 2003 – 04
- Шотландска трета дивизия (1): 1996 – 97
- Scottish Challenge Cup (1): 2003 – 04

### Други
- Купа Инвърнес (7):1995 – 96, 1997 – 98, 1998 – 99, 1999 – 00, 2001 – 02, 2004 – 05
- North of Scotland Cup (2):1999 – 00, 2007 – 08
- North Caledonian League Winners (2):1994 – 95, 1997 – 98
- Chic Allan Cup Winners (2):1994 – 95, 1998 – 99
- Football Times Cup Winners (1):1998 – 99
- PCT Cup Winners (1):1998 – 99
- Северна Купа (1):1999 – 2000

## Стадион
Стадионът е построен през 1996 г. Първият играл се мач е през ноември 1996 г. между ФК Инвърнес КТ и ФК Албиън Роувърс 1 – 1. Рекордът по посещение е 9500 души, през 2004 г. в мач срещу ФК Абърдийн. Днес капацитета на стадиона е намален. На 20 януари 2008 на срещата срещу Рейнджърс присъстват 7753.

## Старши треньори
- Сергей Балтача (1994 – 1995)
- Стийв Патърсън (1995 – 2002)
- Джон Робъртсън (2002 – 2004)
- Крейг Брустър (2004 – 2006)
- Чарли Кристи (2006 – 2007)
- Крейг Брустър (2007 – 2009)
- Тери Бъчър (2009– )

## Настоящи играчи
- Вратари
  -  Майкъл Фрейзър
  -  Райън Есън
- Защитници
  -  Рос Тоукли
  -  Лионел Джеби-Зади
  -  Дейвид Проктър
  -  Грант Мънроу
  -  Фил Макгуайър
  -  Павелс Михадюкс
  -  Джейми Дъф
  -  Тиери Гатуези
  -  Ричи Бърн
  -  Ричард Хейстингс
- Халфове
  -  Рой Макбейн
  -  Йейн Вигръс
  -  Дъги Имри
  -  Филипе Мораиш
  -  Ръсел Дънкан
  -  Зандер Съдърланд
  -  Иън Блек
- Нападатели
  -  Ерик Одиамбо
  -  Гари Уд
  -  Андрю Бароуман
  -  Ричи Флоран
  -  Адам Руни

## Известни играчи
Ричард Хейстингс
 Мариус Никулае

## Български футболисти
- Николай Тодоров: 2020/21 (48 мача - 12 гола)